# Семь стихий (роман)
«Семь стихи́й» — научно-фантастический роман Владимира Щербакова.
Действие разворачивается в будущем XXII века. Главный герой — журналист Глеб — участвует в установлении контакта с внеземной цивилизацией далёкой раскалённой планеты где-то в созвездии Близнецов. Посланницей этой цивилизации является инопланетянка Аира, которая может перевоплощаться в некоторых героинь. Параллельно земляне осуществляют проект улавливания солнечной энергии, рассеянной в пространстве вне Земли. Данный проект может помочь вернуть жизнь на далёкую планету — родину Аиры. Контакт осуществляется на индивидуальном уровне в виде обмена метафорами и легендами.
Роман публиковался в журнале «Искатель» (1980, № 1 и 2), книжное издание «Молодой гвардии» последовало в том же 1980 году. Украинский перевод Анатолия и Марии Таран был опубликован в 1984 году, роман переводился также на узбекский язык. Рассказ «Берег Солнца» публиковался как самостоятельное произведение в 1975 (в журнале «Техника — молодёжи») и 1976 годах (в составе авторского сборника), а в 1989 и 1990 годах в переводе на украинский язык. В начале 1980-х годов поэтика трудового подвига и светлого коммунистического будущего положительно оценивалась критиками, в дальнейшем роман не переиздавался, и критиковался за сюжетный и идейный сумбур и тяготение к «фантастике ближнего прицела».
В 1984 году последовала экранизация, но фильм также не имел большого успеха и был крайне низко оценён профессиональной критикой.

## Сюжет
По собственному суждению автора, идея романа возникла во время работы над циклом очерков о будущем, опубликованных в журнале «Техника — молодёжи». Повествование разделено на три части: «Гондвана», «Близ берегов Земли», «Небесный огонь». В приложении разъясняется структура зодиака, состав созвездия Близнецов и приведён список стихотворений, используемых в романе (в том числе написанных Владиславом Броневским в переводе Анны Ахматовой и Михаила Светлова). Название романа трактуется от имени главного героя следующим образом: из глубокой древности пошло учение о четырёх первоэлементах природы (земля, огонь, вода, воздух), к которым следует добавить жизнь, разум и любовь.
Действие происходит примерно через двести лет (то есть в 2170-е годы), хотя точная дата не называется. В первой части журналист Глеб — главный герой — находится на Дальнем Востоке на исследовательском корабле «Гондвана». Вместе с участниками экспедиции он наблюдает пролёт неизвестного космического корабля. Вставные эпизоды повествуют о его дальневосточном детстве в портовом городе, а также встречу с неизвестной женщиной, одетой в зелёное пальто. Потом он видел её ещё раз у большого светящегося шара в лесу. Далее из выпуска новостей Глеб узнаёт, что космический зонд успешно доставил растительные организмы с планеты в созвездии Близнецов за сорок пять световых лет. Именно его посадку и наблюдал журналист накануне: полёт продолжался восемьдесят лет. Глеб собирается в лабораторию, чтобы сделать об открытии репортаж. На «Гондване» Глеб знакомится с молодой женщиной-биологом по имени Валентина, которая объясняет ему, что обнаружение одиночного вида растительности немыслимо без множества иных живых организмов, включая микроскопические. Герой узнаёт, что с другой планеты доставлен некий минерал, при контакте которого с бумагой появляются знаки, напоминающие письменные. Земные учёные прочитали и перевели надпись. Это оказалась легенда о планете вокруг двойного солнца, одно из которых вспыхнуло слишком сильно, и в результате погибли все наземные организмы, вскипели и испарились водоёмы. Разумные обитатели перебрались в подземелья, а затем превратились в подводные цветы, способные выживать в горячих источниках. Привезённые растения зашифровывают генетический код человекообразных обитателей планеты, которых возможно восстановить в земных условиях. Одну из них — женщину — звали Аира. После возвращения на «Гондвану» Глеб вновь встречает женщину в зелёном, которая очень похожа на Валентину, но ею не является. Она исчезает в неизвестном направлении.
Земные учёные начинают проект «Берег Солнца» — аккумулирование бесполезно расточаемой в околоземном пространстве солнечной энергии с её прямой доставкой в нуждающиеся регионы Земли. Глеб намерен написать об этом статью. Дома он получает письмо, подписанное инопланетянкой Аирой, которая предупреждает о негативных последствиях этого проекта и коротко сообщает, что аналогичные эксперименты погубили её собственную цивилизацию. Глеб прибывает в Солнцеград — новый город наземной части энергетического проекта, — и знакомится с руководителем Ольминым. Вскоре в океане происходит подводное извержение вулкана и землетрясение; жертвой его становится Валентина — биолог с «Гондваны». Глеб во сне общается с женщиной в зелёном, которая предостерегает его об опасности проекта. В Солнцеграде он встречает Ирину Стеклову, которая является земным воплощением Аиры.
Когда на Солнцеград наступает большой тайфун, Ольмин вылетает навстречу, рассчитывая с помощью концентрации солнечной энергии рассеять его. Глебу запрещено сопровождать руководителя, однако Аира, влюблённая в Ольмина, помогает журналисту забраться в другой летательный аппарат: она понимает, что проект захвата солнечной энергии поможет её родной планете. В центре циклона он наблюдает светящийся шар, который отводит аппарат Глеба на безопасное расстояние. Город пострадал, но не уничтожен, и проект будет успешно реализован. Роман заканчивается одой (в прозе) жизни — сильнейшей из стихий.

## Литературные особенности в восприятии критиков

### Первая половина 1980-х годов
Филолог и библиограф И. В. Семибратова отмечала, что роман относится к так называемой «Школе Ефремова», возникшей при редакции фантастики издательства «Молодая Гвардия». Для «молодогвардейской футурологической фантастики» характерно «изображение грядущего в светлых, радостных тонах, в гармонии разума и прогресса». Писатель Александр Казанцев в предисловии к изданию 1980 года отмечал что «Семь стихий» «несколько отличается от традиционного романа», определяя его как «поэтический роман-мечту». Главной идеей книги названа любовь людей будущего к природе, которую они «истово охраняют, стремясь к слиянию с нею». Литературные достоинства оценивались высоко, хотя и отмечалось, что текст требует «пристального» чтения, а также то, что некоторые ситуации «сказочны». Зато сущность героя и его окружения показана «полной красоты и поэзии». В интервью с писателем Александром Бушковым Казанцев назвал Щербакова «тонким лириком». Эти же суждения были повторены в казанцевской рецензии в газете «Комсомольская правда». В 1984 году Казанцев утверждал, что полёт фантазии Щербакова «реалистически заземлён», а научные идеи приобретают «поэтическую окраску». Похожее мнение высказал и писатель Сергей Плеханов: проблемы, стоящие перед героями «Семи стихий», те же, что волнуют и современников писателя: «сохранение экологического равновесия на планете, поиск новых источников энергии и, наконец, излюбленная фантастами проблема Контакта». Особого упоминания удостоился авторский мир: «светлый мир его, населённый прекрасными людьми, застроенный красивыми зданиями, наполненный ароматами цветов и трав, …един и гармоничен». Критик также счёл, что произведение нетрадиционно построено: «Композиционная разомкнутость, открытость повествования по отношению к прошлому и будущему героев как бы раскрепощают их мысль — она не обращается в круге тем, строго заданных сюжетом, а свободно парит над житейской повседневностью». Похвалы удостоились и экскурсы писателя в прошлое разных цивилизаций Земли, поскольку «люди завтрашнего дня не пессимисты, уныло вздыхающие у разбитого корыта, увядшей цивилизации, а продолжатели вековой работы человечества, наследники всей его культуры».
В рецензии писателя-фантаста Михаила Пухова (журнал «Техника — молодёжи») роман оценивался как бесспорная творческая удача, что связывалось с тематикой — оптимистическим повествованием о коммунистическом будущем всеобщего изобилия и чистой природы, освоения межзвёздных пространств. Рецензент высоко оценил сюжетное решение, хотя и признавал, что повествование чрезвычайно многоплановое, что затрудняет пересказ фабулы. Главные сюжетные линии выстроены вокруг странной судьбы пришелицы со звёзд Аиры и героизма Ольмина, который стремился обуздать стихии солнечного огня и атмосферных вихрей. Идейному строю романа отвечает язык, которым он написан, позволяя «выпукло и лаконично» выражать авторскую философию. Одной из выделенных Пуховым идей Щербакова была проблема взаимоотношения гуманоидных цивилизаций, находящихся на разных этапах развития. Автор считает, что контакт в неравных условиях неизбежно окажется ничем не подтверждаемым эпизодом, никак не влияющим на судьбы человечества. «Эпизод, не имеющий силы факта…». Впрочем, в романе хватало актуальных на тот момент фантастических идей, в том числе востребованных у аудитории «Техники — молодёжи»: НЛО, биополе, термоядерная энергетика, объяснение радиоэха и гипотетическое изобретение лазера австралийскими аборигенами.
Положительно о романе отозвался космонавт Константин Феоктистов (именуя Карла Стёрмера «Штермером»):

В романе Владимира Щербакова «Семь стихий» находишь интересный поиск и глубокие ответы на вопросы, волнующие не только массового читателя, но и учёных. Автор «Семи стихий» по-новому сумел взглянуть, к примеру, на эффект Штермера — загадочное радиоэхо, объяснить которое до конца пока ещё не удалось. Писатель отрицает точку зрения многих исследователей эффекта и, в конце концов, находит оригинальную техническую идею управления антеннами на излучающих сигналы межпланетных зондах.
Критик Владимир Клячко также утверждал, что книга читается с интересом и привлекает богатством авторской фантазии. Это экспериментальный текст, поскольку писатель использовал арсенал чуть ли не всех литературных жанров, включая репортаж, эпистолярный жанр, легенду и эпическую прозу, многочисленные поэтические вставки, служащие «очеловечиванию» научных и фантастических идей. Критик счёл идею контакта цивилизаций важной для авторского замысла, подчёркивая, что контакт может состояться только при условии взаимной доброжелательности. Аира смогла перейти из растительного существования в человеческое только при соблюдении важнейшего условия: цветы в лабораторном фитотроне должны ощущать внимание и заботу, диктуемые не только интересами высокой науки, но и гуманистическими соображениями. Клячко счёл, что Щербаков поставил перед собой сложную задачу воспроизведения этики и психологии человека будущего, который должен быть одновременно похожим и непохожим на нас — современников писателя. В своё время убедительно сконструировать такой образ не получилось даже у А. Беляева. В ефремовской «Туманности Андромеды» образы человека будущего оказались чрезмерно обобщёнными и максималистскими. По мнению Клячко, более или менее убедительными оказались только истории любовных трагедий Глеба и Аиры, поскольку они выполнены в жанре сказки. Однако все прочие герои и сюжетные линии служат только дополнением к историям Глеба и Аиры, которые обеспечивают сюжетную динамику.
Журналист М. Шпагин обратил внимание на гуманитарную составляющую мира будущего, описанного в романе. Книга названа «интересной сама по себе». Профессия главного героя — журналиста — позволяет представить панораму мира будущего, одновременно органично вводя авторские рассуждения о сущности науки и другие жизненные размышления. Профессиональные навыки Глеба усиливаются многочисленными техническими средствами, поскольку его главная функция — не просто добыть информацию, но и «концентрировать события», толковать, передавать по-своему. Журналист — это личность, с присущим именно этой личности стилем мышления. «По мере развития цивилизации журналистика и журналисты будут играть всё более активную, важную, значительную роль»; эта идея проводится на протяжении всего романа. Писатель-фантаст Сергей Павлов также счёл главной удачей Щербакова то, что он центральной фигурой романа сделал журналиста-профессионала, что повышает читательское доверие. «…Щербаков привлекает и очень поэтическим стилем. Некоторые места романа кажутся написанными белыми стихами».

### Вторая половина 1980-х годов и позднее
После 1980-х годов роман более не печатался и содержательно оценивался как «сюжетный и идейный сумбур, переходящий в самопародию». Щербаков в открытом письме в редакцию журнала «В мире книг», сетовал, что это «моё горе, моя беда», имея в виду и отсутствие переизданий.
Израильский филолог М. Л. Каганская (1938—2011) рассматривала принадлежность Щербакова к так называемой «школе Ефремова», сформировавшейся в редакции издательства «Молодая гвардия» уже после кончины Ивана Антоновича Ефремова, последовавшей в 1972 году. Литературные достоинства произведений «Школы Ефремова» описывались крайне негативно:

Ефремовские ученики легко опознаются по особой, зыбкой атмосфере, присущей их произведениям, с намеренно размытой, почти не поддающейся пересказу фабулой. На неподготовленного читателя иные из этих текстов могут произвести впечатление чуть ли не параноидного бреда: аморфность повествования, неясные намёки, множество частично раскавыченных цитат, перегруженность именами великих творцов прошлого и настоящего (философов, поэтов, художников, композиторов), притом что всё это культурное изобилие странным и тягостным образом сопровождается дурным, подчас безграмотным русским языком и отсутствием собственно литературных достоинств.
В связи с выпуском фильма по мотивам романа, в 1984 году критик Валерий Кичин со страниц «Литературной газеты» объявил литературную основу «самым слабым и туманным из фантастических опусов последнего времени». Негативный отзыв Кичина был перепечатан в нидерландском фэнзине «Shards of Babel». Литературовед Юлий Смелков назвал авторский стиль «абстрактно-романтическим». Для романа «Семь стихий» характерна, согласно его мнению, лексическая неряшливость и «туманная многозначительность интонации». Крайне низко он расценивал и проблематику романа, а также её сюжетное раскрытие. Литературовед-эмигрант Леонид Геллер именовал тональность повествования в произведениях Щербакова «паточно-лирической». Аркадий Стругацкий в докладе на пленуме Совета по приключенческой и научно-фантастической литературе при Союзе писателей СССР (май 1986 года) с предельной откровенностью заявил, что «писать хуже, чем писаны… „Семь стихий“ В. Щербакова — занятие для халтурщиков!». Вл. Гаков причислял роман к поздним представителям «фантастики ближнего прицела».
Критик Всеволод Ревич в 1986 году опубликовал в журнале «Юность» разгромный очерк «Звездолёт или электричка?» (авторское название «Нуль-литература»). Начав с цитирования отзыва Казанцева, критик отмечает, что это «ответственная рекомендация». Между тем, Ревич не обнаружил в романе, действие которого происходит через двести лет, никаких сведений о тамошней социальной «гармонии», равно как и способе, которым она была достигнута. Более того, «в этом гипотетическом обществе по каждому поводу возникают легенды, так что невольно появляется мысль: не вернулось ли человечество к мифологическому уровню осмысления действительности?» Основное действие в романе Ревич свёл к амурным похождениям журналиста Глеба, которые живописал самым саркастическим образом: «герой явился на свидание к даме сердца, а на её месте оказалась другая, что было обнаружено лишь, как бы это сказать помягче, после окончания церемонии». Проект улавливания солнечной энергии для подогрева океанических вод именуется «чудовищным с экологической точки зрения». Негодование Ревича вызвала сцена, в которой Глеб подглядывает за возлюбленной во время купания. Завершается обзор романа риторическим вопросом: «зачем автору понадобилось так далеко забираться за хребты веков, ведь измываться над океанами, к несчастью, удаётся и в наше время, равно как и подглядывать за купающимися девушками, если, конечно, в этом мероприятии есть суровая необходимость?». Щербаков ответил на критику, заявив, что побудительным мотивом её является желание «свести счёты», что Глеб любит объект своего созерцания, а солнечная энергия — «самая экологичная». Критик обвинялся в искажении сюжета книги при пересказе. В. В. Шелухин заметил, что в реалиях того времени Щербаков, вероятно, опасался не столько осуждения слабого писательского мастерства, сколько обвинений в «аморалке». Обмен резкостями между Ревичем и Щербаковым коснулся даже тогдашних клубов любителей фантастики, и выразился в статьях Сергея Переслегина («Фантастика и процесс познания») и Вадима Казакова («О принципах нуль-полемики»), одновременно увидевших свет в фэнзине «Оверсан» (1988, № 2).
Уже в XXI веке журналист и писатель — популяризатор космической тематики Антон Первушин отмечал, что в романе «Семь стихий» ощущается влияние эзотерической космической философии Константина Циолковского. Это касается мотивов уловления солнечной энергии и панпсихизма, населённости Космоса разумными человекообразными обитателями. По мнению критика, автор вполне разделял циолковскую веру «в существование высокоразвитых инопланетян, которые выращивают человечество, словно оранжерейный цветок, в надежде, что оно не окажется сорняком».

## Издания
- В. Щербаков. Берег Солнца: Фантастический рассказ: [Отрывок из романа «Семь стихий»] / Рис. Р. Авотина // Техника — молодёжи. — 1975. — № 2. — с. 44—47.
  - В. Щербаков. Берег Сонця // Гостинець для президента : Науково-фантастичні і пригодницькі повісті та оповідання :  [укр.] / Упоряд. М. Славинський; пер. А. Тарана. — Київ : Рад. письм, 1989. — С. 239—247. — 375 с. — (Детектив і фантастика).
  - В. Щербаков. Берег Сонця // Ризиконавти : Науково-фантастичні оповідання :  [укр.] / Упоряд. В. В. Головачов; Художник Є. Ф. Сендзюк. — Київ : Веселка, 1990. — С. 116—128. — 312 с. — (Пригоди. Фантастика). — ISBN 5-301-00287-2.
- Владимир Щербаков. Берег Солнца (рассказ) // Красные кони. — М. : Молодая гвардия, 1976. — С. 199—208. — 304 с. — (Библиотека советской фантастики).
- Щербаков В. Семь стихий: Научно-фантастический роман / Предисловие А. Казанцева; Худ. Р. Авотин. — М. : Молодая гвардия, 1980. — 336 с. — (Библиотека советской фантастики). — 100 000 экз.
  - Володимир Щербаков. Сім стихій :  [укр.] / Авторизований переклад з російської Анатолія Тарана та Марії Таран. — Кіїв : Молодь, 1984. — 256 с. — (Компас: Пригоди. Подорожі. Фантастика). — Олександр Казанцев. Передмова. — 30 000 экз.
  - Шчербаков В. Етти унсур : Илм.-фантастик роман :  [узб.] / А. Шомирзаев, М. Яхёев тарж. — Тошкент : Ёш гвардия, 1984. — 287 с. — (Саёхат. Саргузашт. Фантастика). — 40 000 экз.